# Hedersleben (Mansfelder Land)
Hedersleben is een plaats en voormalige gemeente in de Duitse deelstaat Saksen-Anhalt, en maakt deel uit van de Landkreis Mansfeld-Südharz.
Hedersleben telt 990 inwoners.